# Dístrato (ort i Grekland, Nomós Ioannínon)
Dístrato (Distrato) är en ort i Grekland.   Den ligger i prefekturen Nomós Ioannínon och regionen Epirus, i den nordvästra delen av landet, 300 km nordväst om huvudstaden Aten. Dístrato ligger 1 134 meter över havet och antalet invånare är 278.
Terrängen runt Dístrato är kuperad åt sydost, men åt nordväst är den bergig.Runt Dístrato är det mycket glesbefolkat, med 2 invånare per kvadratkilometer. Närmaste större samhälle är Samarína, 8,5 km norr om Dístrato. I omgivningarna runt Dístrato växer i huvudsak blandskog.